# Bambole (singolo)
Bambole è il primo singolo estratto da Radio Zombie, il quinto album della rock band Negrita.
Il singolo contiene, oltre alla versione album dell'omonimo brano, anche un altro brano dell'album Radio Zombie, Welcome to the world, e la b-side We need a change, sigla del programma Il Pittore, andato in onda nell'inverno 2001 su Radio2, e composta dalla band.

## Tracce
1. Bambole - 4.49
2. Welcome to the world - 3.49
3. We need a change - 1.52

## Classifiche
| Classifica (2001) | Posizione massima |
| ----------------- | ----------------- |
| Italia            | 24                |